# Sandford (Devon)
Pour les articles homonymes, voir Sandford.
Sandford est un village et une paroisse civile du Devon, en Angleterre.

## Étymologie
Sandford provient du vieil anglais sand « sable » et ford « gué » et désigne donc un gué sablonneux. Il est attesté sous la forme Sandforda en 930.

## Géographie
Sandford est un village du Devon, dans le sud-ouest de l'Angleterre. Il est situé dans le centre du comté, à 3 km au nord de la ville de Crediton. Administrativement, il relève du district de Mid Devon.

## Démographie
Au recensement de 2011, la paroisse civile de Sandford comptait 1 391 habitants.

## Culture locale et patrimoine

### Jumelages
- Démouville (France)

### Personnalités liées
- Les acteurs Luke et Harry Treadaway (nés en 1984) ont grandi à Sandford.